# 고홍주
고홍주(高洪株, 영어: Harold Hongju Koh, 1954년 12월 8일 ~ )는 예일 로스쿨의 학장과 국무부 법률고문을 역임한 미국의 법률가로, 유명한 인권법 전문가이기도 하다. 본관은 제주(濟州)이다. 2013년 1월에 공직을 떠난 그는 현재 예일 로스쿨로 돌아와 교수로 활동 중이다.

## 학력과 경력
미국 매사추세츠주 보스턴에서 태어났으며 1975년 하버드 대학교를 수마 쿰 라우데급의 최우수 성적으로 학사 학위하고 마셜 장학생으로 선발되어 영국 옥스퍼드 대학교 모들린 칼리지로 유학을 가서 1977년에 최우수(First Class Honours) 성적으로 철학·정치학·경제학(PPE) 학사 학위를 받았다. 귀국 후 하버드 로스쿨로 진학하여 1980년에 쿰 라우데급의 우수한 성적으로 법무박사(J.D.) 학위를 취득하였다. 하버드 로스쿨 졸업 후 1년간 해리 블랙먼 연방대법관의 재판연구원(law clerk)으로 일했고, 그후 커빙턴 앤 벌링 로펌에서 1년간 근무하였으며, 미국 법무부 법률자문관과 미국 예일 로스쿨 석좌교수를 두루 거쳤다. 2004년부터 2009년까지 예일 로스쿨 학장을 지냈다. 2009년 차관보급인 국무부 법률고문에 지명되었다. 2009년부터 2013년 1월까지 국무부 법률고문으로 활동했다. 2013년 1월에 예일 로스쿨로 돌아온 그는 현재 스털링 국제법 교수(Sterling Professor of International Law)로 활동 중이다.

## 가족
장면 정권때 주미 대사관 특명전권공사였던 아버지 고광림은 5·16 군사 정변이 일어나자 미국에 망명하였다. 어머니는 전혜성이다. 친형인 고경주(高京珠, 미국명 Howard Koh)는 하버드 대학교 공공보건대학원 부학장으로 재직중이다. 누나 고경신은 중앙대학교 화학과 교수이며 둘째형 고동주는 매사추세츠 대학교 교수, 동생 고정주는 화가이자 저술가이다. 그의 외종제(外從弟) 전인범은 대한민국 육군 중장이다.

## 참고 문헌
1. ↑  “Yale Law School Harold Koh CV. 1996년에는 옥스포드에서 PPE 석사 학위를 받았다.”. 2009년 3월 27일에 원본 문서에서 보존된 문서. 2009년 4월 4일에 확인함.
2. ↑  고경주.홍주 형제 키워낸 전혜성.[깨진 링크(과거 내용 찾기)] 매일경제
3. ↑  Yale Law School Harold Koh Profile
4. ↑  하버드 대학교 페이지
5. ↑  “고경신 교수님 중앙대학교 화학과”. 2005년 1월 18일에 원본 문서에서 보존된 문서. 2007년 10월 14일에 확인함.